# Владиславский-Крекшин, Николай Леонидович
Николай Леонидович Владиславский-Крекшин  (15 декабря 1874, Владимир, Российская империя — 26 августа 1938) — русский и советский военный деятель и педагог, генерал-майор. Герой Русско-японской и Первой мировой войн.

## Биография
В 1892 году вступил в службу после окончания Николаевского кадетского корпуса. В 1896 году после окончания Константиновского артиллерийского училища по I разряду произведён в подпоручики и выпущен в 29-ю артиллерийскую бригаду. В 1900 году произведён в поручики, в 1904 году в штабс-капитаны.

С 1904 года участник Русско-японской войны в составе 29-й артиллерийской бригады. За боевые отличия награждён рядом боевых орденов в том числе и Анненским оружием «За храбрость». Высочайшим приказом от 27 января 1907 года за храбрость награждён орденом Святого Георгия 4-й степени:
За отличие и храбрость проявленные в делах против японской императорской армией
С 1908 году после окончания Офицерской стрелковой школы назначен адъютантом Константиновского артиллерийского училища. В 1911 году произведён в капитаны гвардии, в 1912 году переименован в подполковники — командир 2-й батареи Гренадерского мортирного артиллерийского дивизиона. С 1914 года полковник —
участник Первой мировой войны во главе своей батареи.
С 1915 года командир Гренадерского мортирного артиллерийского дивизиона. Высочайшим приказом от 6 января 1915 года за храбрость награждён Георгиевским оружием: 
За то, что 12-го октября 1914 года в бою у деревни Марианполь, находясь под действительным фланговым и тыльным огнем, повернул в сторону обходившего противника орудие, чем остановил его движение и избавил батарею и соседние части от больших потерь
С 1916 года командир 2-го Сибирского отдельного тяжёлого артиллерийского дивизиона. 22 июня 1916 года был ранен и контужен в бою. 18 мая 1917 года назначен командующим 2-й гренадерской артиллерийской бригадой. Затем, в том же году за боевые отличия произведён в генерал-майоры.
После Октябрьской революции служил в РККА, с 1919 года преподавал в Военной академии РККА и Военной академии имени М. В. Фрунзе. 19 октября 1930 года арестован по Делу «Весна». 18 июля 1931 года осужден на 5 лет ИТЛ, в 1934 году освобожден из лагеря. В 1936 году произведён в полковники, преподавал в ряде военных вузов. 9 февраля 1937 года уволен в запас, работал научным сотрудником Центрального архива РККА. Вновь арестован 20 декабря 1937 года, 26 августа 1938 года ВК ВС СССР «за принадлежность к контрреволюционной офицерской организации и шпионаж» приговорён к ВМН — расстрелу, в тот же день расстрелян. Реабилитирован 6 октября 1956 года.

## Награды
- Орден Святой Анны 3-й степени с мечами и бантом (ВП 1906)
- Анненское оружие «За храбрость» (ВП 1906)
- Орден Святого Владимира 4-й степени с мечами и бантом (ВП 1906)
- Орден Святого Георгия 4-й степени (ВП 27.01.1907)
- Орден Святого Станислава 2-й степени с мечами (ВП 06.12.1909; Мечи — ВП 28.09.1916)
- Орден Святой Анны 2-й степени с мечами (ВП 06.12.1912; Мечи — ВП 31.05.1916)
- Георгиевское оружие (ВП 06.01.1915)
- Орден Святого Владимира 3-й степени с мечами (ВП 05.03.1915)
- Высочайшее благоволение (ВП 12.09.1916)